# En la cama: el beso
El beso forma parte de un conjunto de 4 obras, junto con otros 16 retratos de prostitutas que le encarga a Toulouse Lautrec el dueño del prostíbulo a rue d´Ambroise hacia 1892. Estas pinturas estarían decorando el salón principal del prostíbulo cuyos temas son de índole lésbica, erótica, pero con connotaciones tiernas. Esto es importante puesto que se ve un cambio en la pintura de Lautrec respecto a esta serie de pinturas. Todas las representaciones que Lautrec lleva a cabo se caracterizan por ser frías, sin cabida a lo emocional o sentimental y sin un mensaje moral. Lo agradable no existe para Lautrec, no tiene sitio en su universo. Esta serie de obras le reportarán gran fama a partir de este momento. 
En la actualidad forma parte de una colección privada ya que fue vendida en la casa de subastas Sotheby’s. 

## Contexto histórico
El momento en el que se desarrolla la obra de Lautrec es en una época conocida como Belle Époque, un mundo de placeres del París de finales del siglo XIX.  
En este momento en París se ha producido una remodelación del entramado urbano por el conocido Barón Haussmann. Estos cambios produjeron una separación de realidades. Hasta este momento había una mixtificación de clases en París, pero con esta remodelación urbana las clases quedan bien diferenciadas, distinguiéndose la zona de los más adinerados y una zona más humilde. No obstante, la zona de Montmartre era un espacio donde ambas clases coincidían e iban en busca de diversión. 
Sin embargo, el mundo pictórico de Lautrec se va desarrollar lejos de lo que podemos considerar el “contexto histórico” de ese momento. En otras palabras, Lautrec va a desarrollar su pintura en un microcosmos propio, no representa en sus pinturas los acontecimientos del mundo, no se interesa por toda esa gran cantidad de cambios que supone el siglo XIX. Sus temas de interés para sus obras tendrán que ver con la sociedad del momento pero desde un punto de vista más personal. 
Sí que eran de su interés el personal que trabajaba en los cabarets como el Mirliton o el Chat Noir. Pero sin duda el lugar el que se convertirá en centro de sus cuadros una vez abierto será el Moulin Rouge. Este será el centro principal de sus cuadros, así como más adelante en su sustento económico ya que empezará a confeccionar los carteles de algunos de estos lugares. 
Algunas de las obras de esta colección llegaron a estar expuestas, pero por su temática “controvertida” para la época, en muchos emplazamientos fueron confiscadas por la policía. Se creía que este tema era contrario a los valores burgueses tradicionales los cuales habían cohesionado todo el sistema de la Tercera República.  

## Análisis
Formalmente se trata de una composición en la que Lautrec plasma una escena de reposo de dos amigas prostitutas que comparten cama. Estas eran amigas del pintor y trabajaban en un burdel.  
En este conjunto de obras sí que se puede apreciar cierta emotividad en las relaciones de las mujeres con sus compañeras. Las composiciones de temática lésbica se empiezan a dar en la pintura de Lautrec a partir de 1890. Esto era algo frecuente en los ambientes de la época, entre las bailarinas y prostitutas de cabarets y burdeles de París.  
Las dos mujeres sobre la cama son pintadas por Tolouse Lautec quien las observa y plasma sus figuras con una técnica casi puntillista y aun vinculada al impresionismo utilizando sombras coloreadas y gradaciones de colores que dotan a la composición de una atmósfera tenue y de cierta intimidad. 
Plasma casi como una instantánea el momento en el que las dos mujeres se abrazan y se besan. El artista quiere mostrar cómo en estos prostíbulos las mujeres buscaban el cariño y el afecto de sus compañeras el cual no encuentran ejerciendo su trabajo. 
Tolouse Lautrec trabaja esta temática donde predomina lo emocional, erótico y sentimental. 

## Interpretaciones
Se ha relacionado estas pinturas por su temática con las obras del pintor realista Gustave Courbet. Aunque se ha dicho que su conocimiento sobre este era escaso, sí que los podemos vincular con las temáticas de Courbet ya que en ambos casos sus pinturas fueron censuradas y clasificadas como pornográficas. De hecho, muchas de estas obras eran confidenciales y estaban reservadas a caballeros que querían examinarlas en privado guardándolas en secreto. De cualquier manera, lo que está claro es que ninguno de los dos tuvo reparos en plasmar temas que no eran los más “adecuados” para la época.  
Se han hecho muchas lecturas de estas obras. Por una parte, se creen que podrían ser meros informes del comportamiento y la naturaleza de los humanos. Por otra parte, también se cree que puede tener una función caricaturesca queriendo representar temas de la vida matrimonial. También se piensa que quería plasmar aspectos psicológicos íntimos de la sexualidad femenina.   
La intencionalidad de la obra Lautrec no era otra que confrontar al espectador ante un tema que era objeto de fascinación general pero que a su vez pertenecía a un ámbito privado. El pintor hace de narrador de estas escenas y a la vez impregna esta pintura de ese carácter bohemio inevitablemente unido con el tema que se representa. Toda esa atmósfera queda plasmada a la perfección en todas sus obras, más allá del mero tratamiento de rostros o expresiones.  